# Atobá-australiano
Atobá-australiano, ganso-patola-australiano ou alcatraz-australasiático (nome científico: Morus serrator) é uma espécie de ave marinha da família Sulidae. Estas aves são mergulhadoras e pescadoras espetaculares, mergulhando no oceano em alta velocidade. Elas se alimentam principalmente de peixes e lulas que nadam próximo da superfície. A espécie enfrenta poucas ameaças naturais ou provocadas pelo homem, e sua população está crescendo.